# Alberico di Montecassino
Alberico di Montecassino (Settefrati, 1030 circa – Roma, 1105 circa) è stato un monaco cristiano, maestro di grammatica e retorica italiano.

## Vita
È chiamato anche Alberico di Montecassino senior per distinguerlo dall'omonimo monaco cassinense Alberico da Settefrati, detto anche Alberico di Montecassino junior, nato attorno al 1100 e morto dopo il 1145.
Il luogo della sua nascita non è conosciuto esattamente, per alcuni è situato nel territorio beneventano, mentre secondo altri biografi sarebbe anch'egli nativo di Settefrati, dove è ricordato insieme all'altro Alberico in una lapide apposta sulla facciata del palazzo comunale. Entrambi sarebbero stati membri della famiglia Anserici, che in atti parrocchiali assai più tardi (inizio del '600) è connotata col titolo baronale.
Da Roffredo, che sarà poi arcivescovo di Benevento dal 1076 al 1107, e che egli definisce suo maestro, ricevette probabilmente l'insegnamento delle lettere. Divenne monaco a Montecassino presumibilmente nel 1057 (la sua presenza nel monastero è attestata attorno al 1060), sotto il grande abate Desiderio- il futuro papa Vittore III- a cui fu molto legato. Maestro di grammatica e retorica, ebbe tra i suoi allievi Giovanni di Gaeta, poi papa col nome di Gelasio II e il canonico Ugo, che fu maestro nello studio di Bologna. La sua importanza è testimoniata anche dalla corrispondenza che ebbe con San Pier Damiani su questioni di esegesi biblica. Gli studiosi hanno evidenziato il suo ruolo complessivo nell'ambito di quel vasto movimento teologico e spirituale conosciuto come riforma gregoriana.
Partecipò al sinodo romano del 1078, indetto dal papa Gregorio VII, in cui furono condannate le tesi sull'eucaristia di Berengario di Tours: in questa circostanza scrisse il trattato De corpore Christi, andato perduto. Nel dibattito Alberico fu un tenace sostenitore della formula substantialiter che insieme al realiter ebbe grande fortuna nella definizione dogmatica dell'eucaristia, fino ad essere stabilita in modo definitivo nel Concilio di Trento.
I biografi - e soprattutto gli storici locali- in passato hanno dato per sicura la sua elezione a cardinale col titolo dei Santi Quattro Coronati, ma questa affermazione oggi è posta abbastanza in dubbio. Probabilmente la notizia è dovuta alla circostanza che a Roma trascorse gli ultimi anni della sua vita e fu sepolto nella chiesa dei Santi Quattro coronati, che ha titolo cardinalizio.

## Opere
La sua produzione, molto vasta, copre argomenti di grammatica e retorica, dogmatica, agiografia, musica. Tra le sue opere si ricorda in particolare il Breviarium de dictamine, per il quale è considerato l'iniziatore di quell'ars dictandi che si svilupperà nel XII e XIII secolo: nel trattato la compositio è divisa in quattro parti (exordium, narratio, argumentatio, conclusio); questa teoria retorica fu sviluppata dai suoi discepoli e diffusa in Italia e in Francia. Scrisse anche i Flores rhetorici, il De rithmis e il De barbarismo et solecismo, tropo et scemate.
Opere agiografiche sono la Vita S. Scholasticae, la Vita Sancti Dominici (su San Domenico di Sora, abate), la Vita Sancti Aspreni e la Passio Sancti Modesti. È inoltre autore di vari inni sacri. 
Alla disputa papato-impero era dedicato un altro suo trattato andato perduto: Contra Henricum imperatorem de electione Romani Pontificis.
Altre opere sono di attribuzione incerta.

### Fonti
- Pietro Diacono, De viris illustribus archimonasterii Casinensis, in Monumenta Germaniae Historica. Scriptores, VII, p. 728